# Emanoil Stratan
Emanoil Stratan (n. 22 iulie 1940, Negrești, România) este un fost canotor român. A concurat în proba masculină de patru rame fără cârmaci⁠(d) la Jocurile Olimpice de vară din 1968, clasându-se pe locul 7.
A fost component al clubului sportiv Dinamo București al Ministerului Afacerilor Interne, dar a fost angajat civil și nu a deținut grad militar.

## Distincții
- Medalia „Meritul Sportiv” clasa I (8 mai 1968) „pentru contribuția deosebită adusă la dezvoltarea mișcării de cultură fizică și sport și pentru merite deosebite în activitatea sportivă de performanță, cu prilejul împlinirii a 20 de ani de la înființarea Clubului sportiv «Dinamo»-București al Ministerului Afacerilor Interne”[6]